# Campionato di calcio della Repubblica Socialista Sovietica d'Estonia 1982
Il Campionato di calcio della Repubblica Socialista Sovietica d'Estonia 1982 era la massima divisione del campionato estone ed era un campionato regionale sovietico. La vittoria finale andò al Tempo Tallinn che vinse il terzo titolo della sua storia.

## Formula
Era formato da dodici squadre: ogni formazione si incontrava le altre in gironi di andata e ritorno, per un totale di 22 incontri. Erano previsti due punti per la vittoria e uno per il pareggio. 

## Classifica finale
|    | Classifica finale          | G  | V  | N | P  | GF | GS | Dif | Pt |
| -- | -------------------------- | -- | -- | - | -- | -- | -- | --- | -- |
| 1  | Tempo Tallinn              | 22 | 15 | 2 | 5  | 43 | 19 | +24 | 32 |
| 2  | Estonia Jõhvi Kohtla-Järve | 22 | 11 | 8 | 3  | 49 | 17 | +32 | 30 |
| 3  | Kalakombinaat Pärnu        | 22 | 11 | 8 | 3  | 51 | 22 | +29 | 30 |
| 4  | Norma Tallinn              | 22 | 13 | 4 | 5  | 41 | 23 | +18 | 30 |
| 5  | Dünamo Tallinn             | 22 | 13 | 4 | 5  | 52 | 20 | +32 | 30 |
| 6  | Baltika Narva              | 22 | 10 | 8 | 4  | 25 | 15 | +10 | 28 |
| 7  | Dvigatel Tallinn           | 22 | 7  | 5 | 10 | 27 | 34 | -7  | 19 |
| 8  | Kalev Sillamäe             | 22 | 8  | 2 | 12 | 28 | 36 | -7  | 18 |
| 9  | TPI Tallinn                | 22 | 6  | 6 | 10 | 26 | 36 | -10 | 18 |
| 10 | Ehitaja Kohtla-Järve       | 22 | 7  | 3 | 12 | 31 | 34 | -3  | 17 |
| 11 | VFK Viljandi               | 22 | 2  | 4 | 16 | 15 | 74 | -59 | 8  |
| 12 | Elektrotehnika Tallinn     | 22 | 1  | 2 | 19 | 18 | 76 | -58 | 4  |

G = Partite giocate; V = Vittorie; N = Nulle/Pareggi; P = Perse; GF = Goal fatti; GS = Goal subiti; Dif = differenza reti; 